# Campeonato Rondoniense Série B 2023
In 2023 werd de elfde editie van het Campeonato Rondoniense Série B gespeeld voor voetbalclubs uit de Braziliaanse staat Rondônia. De competitie werd georganiseerd door de FFER en werd gespeeld van 15 tot 29 oktober. Vilhena werd kampioen. 		

## Eindstad
| Plaats | Club        | Wed. | W | G | V | Saldo | Ptn. |
| ------ | ----------- | ---- | - | - | - | ----- | ---- |
| 1.     | Vilhena     | 3    | 3 | 0 | 0 | 7:0   | 9    |
| 2.     | Barcelona   | 3    | 1 | 1 | 1 | 3:2   | 4    |
| 3.     | Rondoniense | 3    | 0 | 2 | 1 | 1:5   | 2    |
| 4.     | Pimentense  | 3    | 0 | 1 | 2 | 0:4   | 1    |

|  | Kampioen, promotie naar Série A 2024     |
|  | Vicekampioen, promotie naar Série A 2024 |

## Kampioen
| Campeonato Rondoniense Série B 2023 |
| Rondônia                            |
| ----------------------------------- |
| VILHENA Kampioen (1° titel)         |